# 1978 dans les chemins de fer
Chronologie des chemins de fer
1977 dans les chemins de fer - 1978 - 1979 dans les chemins de fer

## Évènements

### Avril
- 28 avril, France : inauguration du métro de Lyon.

### Mai
- 2 mai, France : mise en service du métro de Lyon : ligne A de Perrache à Laurent Bonnevay - Astroballe, ligne B de Charpennes à Part-Dieu, ligne C : prolongement de Croix-Paquet à Hôtel de Ville.
- 28 mai, Italie : suppression du TEE Cycnus entre Milan et Vintimille.

## Marquages et livrées
- SNCF : généralisation de la livrée vert et gris à l'ensemble des voitures grandes lignes en acier ordinaire (principalement DEV, USI et UIC). Le gris béton 804 remplace le gris métallisé de la livrée C 160. Les portières sont entièrement grises. Une livrée bleu + gris est retenue pour les voitures-couchettes. Le logo SNCF encadré passe du jaune au blanc.
- SNCF : marquage des voitures de 2e classe d'une ligne verte assurant le pendant de la ligne jaune des voitures de 1re classe.

## Décès
- 22 juillet. France : André Chapelon, ingénieur à la Compagnie du chemin de fer Paris-Lyon-Méditerranée.